# Batrachospermales
Ordre
L'ordre des Batrachospermales est un ordre d'algues rouges de la sous-classe des Nemaliophycidae, dans la classe des Florideophyceae. 

## Liste des familles
Selon AlgaeBase (1 août 2012) et World Register of Marine Species (1 août 2012) :
- famille des Batrachospermaceae E.M.Fries
- famille des Lemaneaceae Roemer
- famille des Psilosiphonaceae Entwisle, Sheath, K.M.Müller, & Vis

Selon Catalogue of Life (1 août 2012) :
- famille des Batrachospermaceae
- famille des Lemaneaceae
- famille des Non assignés
- famille des Psilosiphonaceae

Selon ITIS (1 août 2012) :
- famille des Batrachospermaceae

Selon NCBI (1 août 2012) :
- genre Balliopsis
- famille des Batrachospermaceae
  - genre Batrachospermum
  - genre Chantransia
  - genre Kumanoa
  - genre Nothocladus
  - genre Petrohua
  - genre Sirodotia
  - genre Tuomeya
- famille des Lemaneaceae
  - genre Lemanea
  - genre Paralemanea
- famille des Psilosiphonaceae
  - genre Psilosiphon